# Demografía de Baréin

Evolución de la población de Baréin entre 1960 y 2010. Población en miles de habitantes.

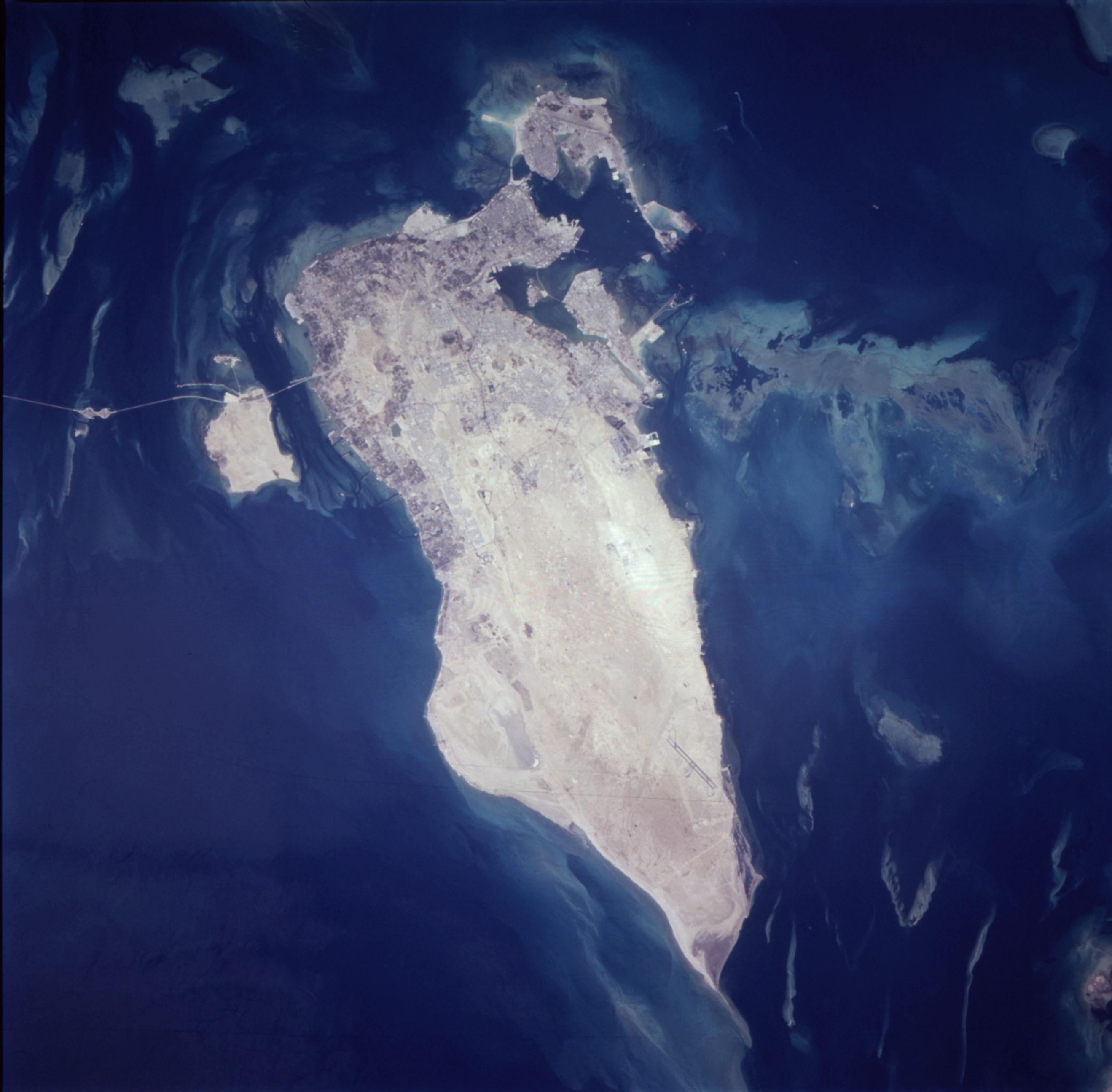
Vista desde el espacio de Baréin, se observa como la mayor parte de la población se sitúa al norte.

Baréin, en el año 2007, tiene 700.000 habitantes (aprox.) y una densidad aproximada de 1000 h./km².La mayor parte de ellos se concentran en las dos principales ciudades, la capital, Manama, y en Al Muharraq, la ciudad más poblada y antigua capital de Baréin.
La lengua de Baréin es el idioma árabe.

## Población
La población de Baréin en 2007 es de 708.500 habitantes, es el 157º país más poblado del planeta. El estado tiene una superficie de 678km², es uno de los países más pequeños del mundo, y su densidad, es muy alta, 1.045km².

## Procedencia de los habitantes
El 62'4% de los habitantes de Baréin a 2001 eran bahreinís, la población restante, el 37'6% son inmigrantes procedentes en la mayoría de las ocasiones de los continentes de África y Asia.

## Religión
La religión oficial es el Islam, son musulmanes un 80% aprox. de los Bahreinís. De estos la mayor parte son chiíes y suníes. También hay una parte de la población que es cristiana, con un 9% de la población total. 
| Religión     | Porcentaje sobre el total de habitantes |
| ------------ | --------------------------------------- |
| Islám        | 81,2%                                   |
| Cristianismo | 9%                                      |
| Otras        | 9'8%                                    |

## Edades y sexos

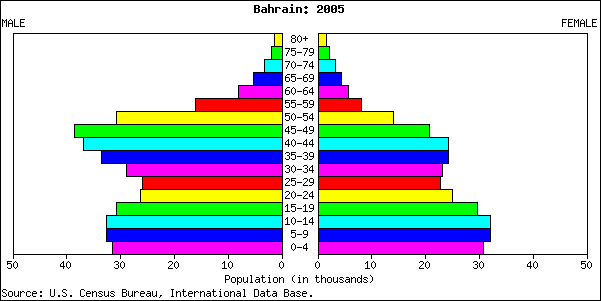
Pirámide poblacional de Baréin.

La edad media es de 29,4 años, una edad media joven. Los hombres tienen una media aproximada de 32 años y las mujeres de 26 años (2006).
| Sexo      | Edad media | 0-14 años    | 15-64 años    | Más de 65 años | Total           |
| --------- | ---------- | ------------ | ------------- | -------------- | --------------- |
| Masculino | 32,4       | 96.567 (51%) | 280.272 (69%) | 12.753 (52%)   | 389.000 (55,8%) |
| Femenino  | 25,8       | 94.650 (49%) | 202.451 (31%) | 11.892 (48%)   | 309.000 (44,2%) |

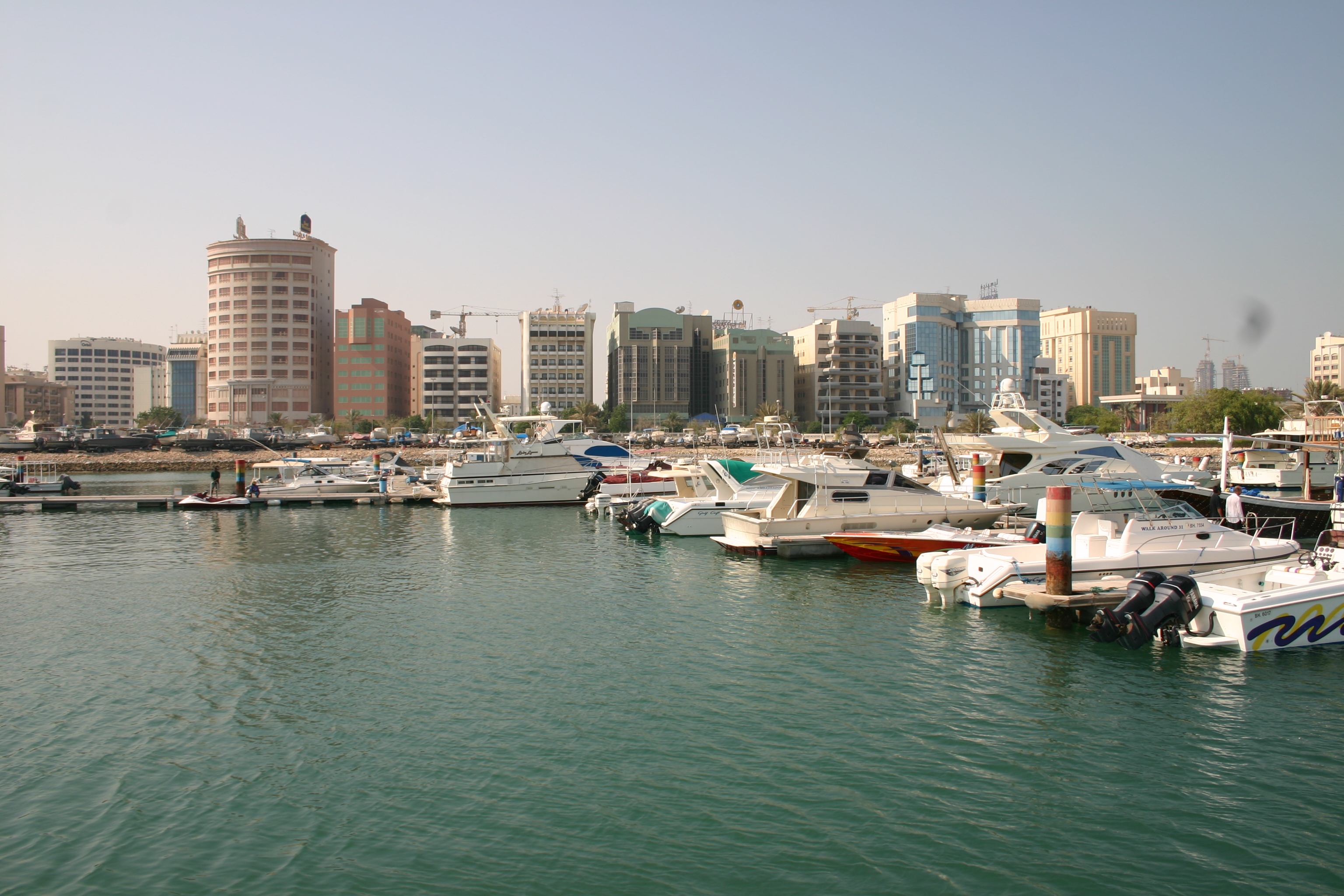
Manama, capital de Baréin.

El 27,4% de la población tiene entre 0 y 14 años, el 69,1% tienen entre 15 y 64 años y tan solo el 3,5% son ancianos, mayores de 65 años.
Al nacer el 51,5% de los recién nacidos son varones, el 48,5% son mujeres. Entre el nacimiento y los 15 años el 51% de los habitantes son hombres, el 49% mujeres. Entre los 15 y los 65 años el 69% de las personas son hombres, tan solo un 31% son mujeres. Con 65 o más años el 52% son hombres y el 48% mujeres.

## Crecimiento de la población, natalidad y mortalidad y esperanza de vida
La población de Baréin crece un 1,45% anual (2006), una tasa muy alta. La tarifa neta de migración es de 0,82 inmigrantes por cada 1000 habitantes.
La esperanza de vida media de los Bahreinís es de 74,45 años. Los varones mueren a los 71,97 años de media y las mujeres a los 77 años. El índice de natalidad se sitúa en 17,8 nacimientos sobre 1000 habitantes (2006), cada mujer tiene una media de 2,57 hijos. El índice de mortalidad es mucho más bajo, más de 4 veces inferior a la natalidad, tan solo 4,14 muertes por cada 1000 habitantes. La mortalidad infantil es de 16,8 por cada 1000 niños. Los varones tienen una tasa mucho más alta que el sexo opuesto, con 19,65 niños, en el caso de las mujeres es de 13,87.

## Alfabetización
La tasa de personas que leen y escriben a partir de los 15 años es del 89'1%, un 91'9% en el caso de los hombres y un 7% menos en el caso de las mujeres, un 85%.